# Tella
Tella ou Talla (Oromo: farso, tigrínia:  suwa
?) (em 

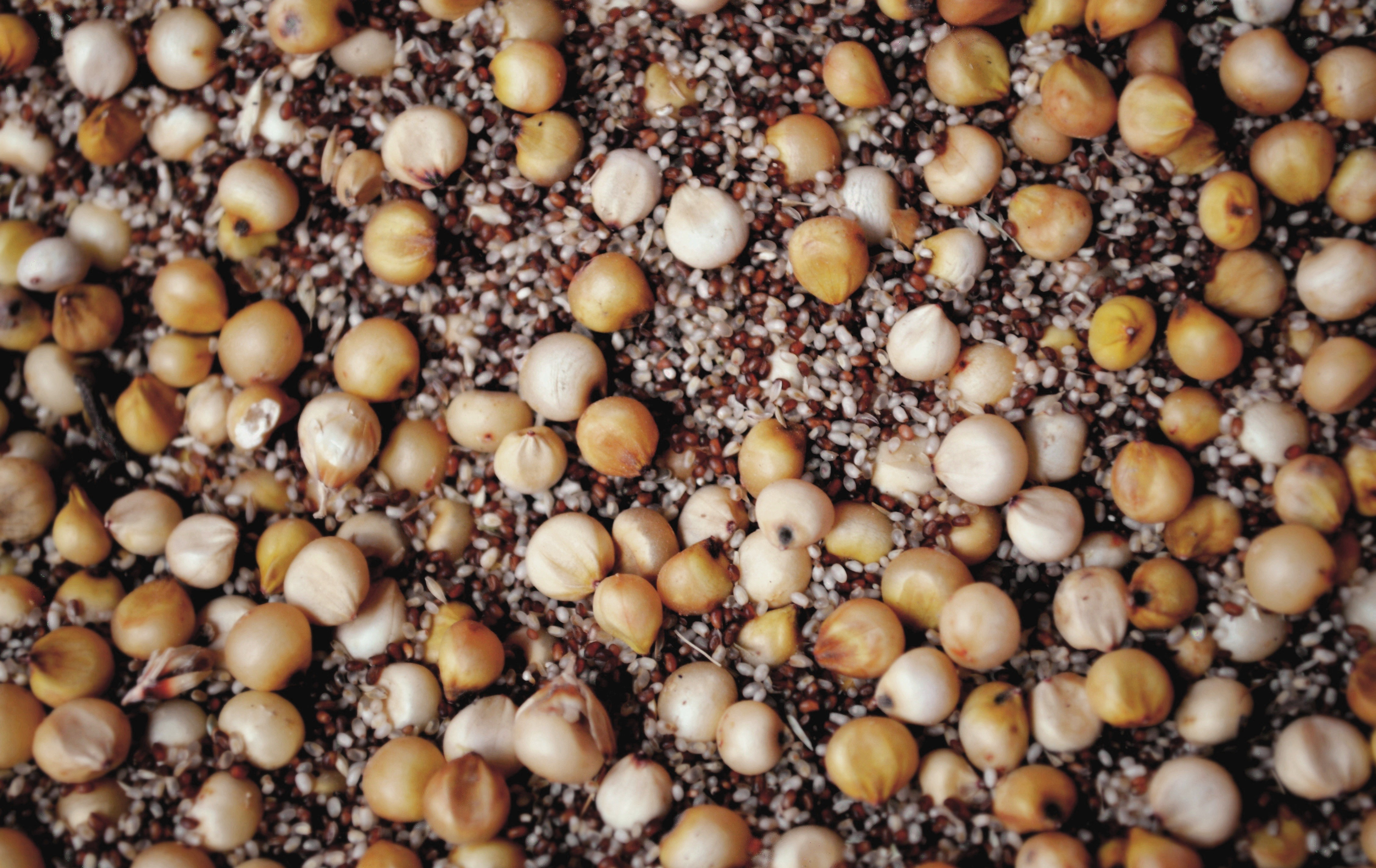
Teff e sorgo

ge'ez: ሰዋ "säwa") é uma bebida tradicional da Etiópia e Eritréia. É feita a partir de vários grãos, tipicamente teff e sorgo. Dependendo da região, cevada, trigo e milho podem ser usados. Temperos também são utilizados, como folhas de gesho. Pode ter um aroma defumado devido utilização de um fermentador que tenha ficado exposto à fumaça de madeira de rosa abissínia. O conteúdo alcoólico é usualmente baixo, em torno de 2% a 6%.